# Марк Маккензі
Марк Маккензі (англ. Mark McKenzie; нар. 25 лютого 1999, Бронкс, Нью-Йорк) — американський футболіст, захисник «Тулузи» і національної збірної США.

## Клубна кар'єра
Вихованець клубу «Філадельфія Юніон». З 2016 року для отримання ігрової практики виступав за фарм-клуб, «Бетлехем Стіл». 5 червня в матчі проти дублерів «Нью-Йорк Ред Буллз» він дебютував у USL. У 2017 році Маккензі також грав за команду коледжу Вейк-Форест з футболу.
На початку 2018 року Марк повернувся до «Філадельфії Юніон». 14 квітня в матчі проти «Орландо Сіті» він дебютував у MLS. Загалом відіграв за команду з Пенсільванії 55 матчів у національному чемпіонаті.
7 січня 2021 року уклав контракт на 4,5 роки з бельгійським «Генком».

## Виступи за збірну
У 2018 році у складі молодіжної збірної США Глостер взяв участь в молодіжному чемпіонаті КОНКАКАФ. На турнірі він забив три голи, допомігши своїй команді здобути золоті медалі турніру. Цей результат дозволив команді кваліфікуватись на молодіжний чемпіонат світу 2019 року, куди поїхав і Маккензі. На «мундіалі» відзначився голом у матчі групового етапу з Україною (1:2).
У травні 2021 року дебютував у складі національної збірної США.
| Дата      | Місто        | Господарі | Результат  | Гості      | Турнір                                   | Голи | Примітки |
| --------- | ------------ | --------- | ---------- | ---------- | ---------------------------------------- | ---- | -------- |
| 30-5-2021 | Санкт-Галлен | Швейцарія | 2 – 1      | США        | товариський матч                         | -    |          |
| 3-6-2021  | Денвер       | США       | 1 – 0      | Гондурас   | Ліга націй КОНКАКАФ 2019-2020 - півфінал | -    | 84'      |
| 6-6-2021  | Денвер       | США       | 3 – 2 д.ч. | Мексика    | Ліга націй КОНКАКАФ 2019-2020 - Фінал    | -    | 86'      |
| 9-6-2021  | Санді        | США       | 4 – 0      | Коста-Рика | товариський матч                         | -    | 46'      |
| Усього    |              | Матчів    | 4          |            | Голів                                    | 0    |          |

## Досягнення

### У збірних
- Переможець молодіжного чемпіонату КОНКАКАФ: 2018
- Переможець Ліги націй КОНКАКАФ: 2021

### Клубні
- Володар Кубка Бельгії (1):

«Генк»: 2020-21